# Rząd Tymczasowy Republiki Francuskiej
Rząd Tymczasowy Republiki Francuskiej – rząd francuski utworzony pod koniec II wojny światowej, funkcjonujący w latach 1944–1946.

## Historia

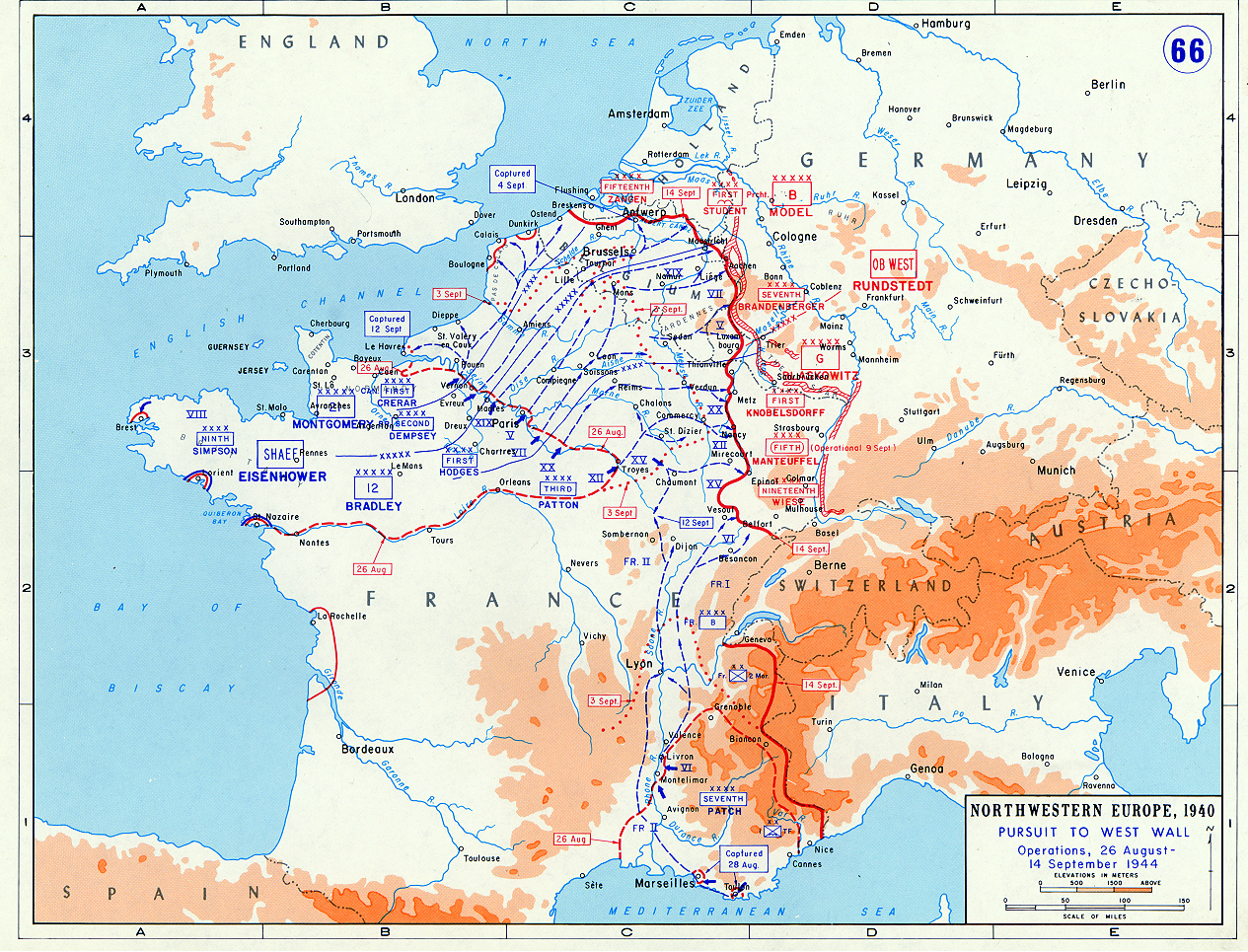
Wyzwalanie Francji kontynentalnej, stan na przełom sierpnia i września 1944

Francuski Komitet Wyzwolenia Narodowego 3 czerwca 1944 przekształcił się w Rząd Tymczasowy Republiki Francuskiej. 6 czerwca 1944 zaczęło się wyzwalanie Francji spod trwającej od połowy 1940 okupacji III Rzeszy. Na północy Francji rozpoczęła się operacja Overlord, alianckie lądowanie w Normandii. 15 sierpnia 1944 na południu Francji wylądowały siły amerykańskie i francuskie (operacja Dragoon). 19 sierpnia 1944 wybuchło francuskie, zwycięskie powstanie w Paryżu – stolicy Francji, wciąż okupowanej przez Niemców. Niemieckie dowództwo Paryża było już opanowane przez defetyzm i 24 sierpnia francuska dywizja pancerna gen. Philippe’a Leclerca wjechała do miasta. Następnego dnia przybył do Paryża Charles de Gaulle i zainstalował swój rząd. Wyzwolona stolica uniknęła zniszczenia. Wycofujący się Niemcy zabrali do Rzeszy szefa Państwa Francuskiego (reżimu Vichy) Philippe’a Pétaina i premiera Państwa Francuskiego Pierre’a Lavala, którzy uznali się za jeńców i nie podjęli czynności politycznych. 23 października 1944 nastąpiło oficjalne uznanie Rządu Tymczasowego Republiki Francuskiej przez USA, Wielką Brytanię i Związek Socjalistycznych Republik Radzieckich. W listopadzie większość terytorium Francji była wyzwolona, poza kilkoma portami atlantyckimi oraz nad kanałem La Manche i częścią Alzacji. 26 grudnia Francja przystąpiła do Deklaracji Narodów Zjednoczonych, należała też do założycieli ONZ. Po wojnie Pétain został skazany na śmierć, jednak de Gaulle zamienił mu karę na dożywotne uwięzienie. Laval został rozstrzelany w październiku 1945. Był jedynym francuskim premierem, który został stracony. II wojna światowa kosztowała Francję łącznie 625 tys. zabitych.

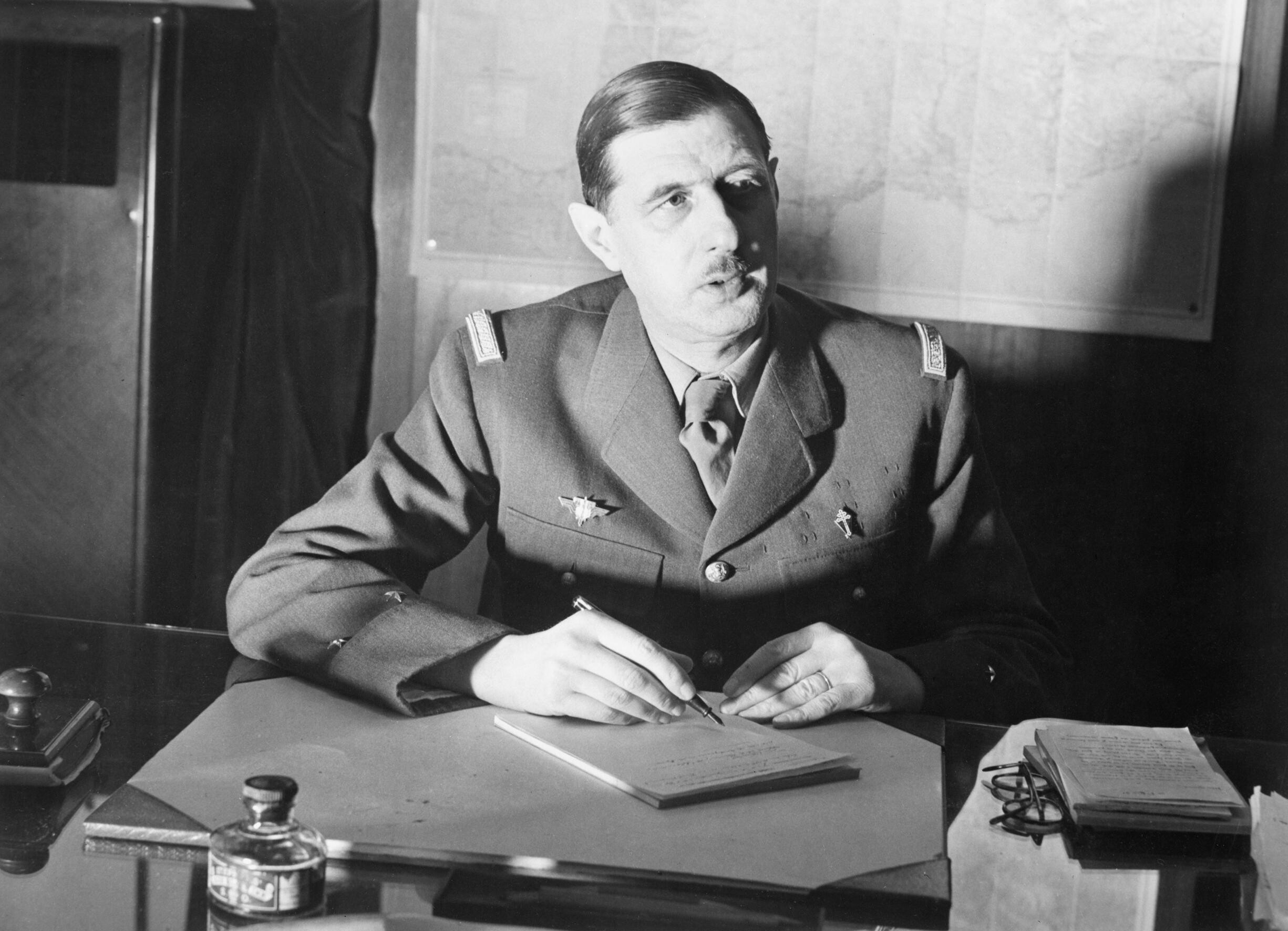
Charles de Gaulle (1890-1970)

W okresie międzywojennym francuscy komuniści nie mieli wielkiego poparcia ze względu na skojarzenia z polityką rewolucyjną i panującym w ZSRR stalinizmem. W czasie II wojny światowej poprawiło się nastawienie społeczeństwa wobec nich, ponieważ komuniści aktywnie uczestniczyli w ruchu oporu przeciw Niemcom. W powojennej Francji, pomimo pozorów jedności, brakowało politycznej unifikacji. Główny wewnętrzny konflikt toczył się między centroprawicowymi zwolennikami de Gaulle’a, a siłami lewicowymi, z których najbardziej potężnymi byli Francs-Tireurs Partisans (FTP). Oddziaływanie lewicy groziło jednak wojną domową i w efekcie interwencją zbrojną Anglosasów. Po wyzwoleniu jednym z pierwszych zadań de Gaulle'a było osłabienie, skłócenie i odsunięcie od wpływu politycznego członków Ruch Oporu, a ustanowienie gaullistowskiej administracji.
Olbrzymie emocje wywoływała kwestia rozliczenia kolaborantów we Francji. Rozmiary kolaboracji w minionych latach były olbrzymie, jednak zastosowane represje były łagodne. Wydano niewiele wyroków śmierci i kar więzienia. M.in. skonfiskowano na rzecz państwa zakłady Renault kolaboranta Louisa Renault. Część zakładów przemysłowych została poddana nacjonalizacji. W kwestii socjalnej został utworzony system zasiłków rodzinnych, ponieważ de Gaulle był zwolennikiem przełamania stagnacji demograficznej.
Wojsko francuskie otrzymało sektory okupacyjne w Niemczech, Berlinie i Austrii. De Gaulle od dawna był zwolennikiem twardego kursu wobec Niemiec. Proponował rozbicie ich scentralizowanej struktury państwowej (m.in. szeroka autonomia dla Nadrenii).

### Kryzys w Indochinach

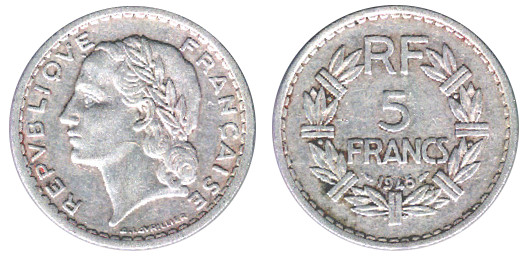
Moneta o nominale 5 franków wybita w okresie rządu tymczasowego

### Nowa konstytucja
Wraz z wyborami parlamentarnymi 21 października 1945 odbyło się referendum konstytucyjne, w którym większość Francuzów opowiedziała się za nadaniem parlamentowi roli Konstytuanty. Zamknęło to drogę powrotu do instytucji sprzed II wojny światowej i została utworzona IV Republika. Wyzwolony naród francuski odrzucił ideę kontynuowania III Republiki, która była utożsamiana ze współpracującym od 1940 z Niemcami rządem Vichy. W wyborach parlamentarnych w listopadzie 1946 komuniści zdobyli 28,8% głosów, co uczyniło ich największą siłą polityczną w kraju. 24 grudnia 1946 weszła w życie nowa konstytucja Francji.